# 霰天神山
霰天神山（あられてんじんやま）は、祇園祭先祭の山の一つ。中京区綾小路通室町西入ル天神山町に位置する。

## 概要
この山は永正年間（1504年-1520年）、京都が大火に遭い、その時に霰が降り火が消え、その後に現れた天神像が見つかりそれを祀ったのが始まりとされる。